# 일본의 국기
일본의 국기는 일장기(일본어: 日章旗 닛쇼키[*], 영어: Flag of Japan)를 의미하며, 히노마루(日の丸)라고 부른다.

## 규격과 색상

일본의 국기 규격

일본의 국기 규격과 색상은 다음과 같다.
| 색상 | 하양                  | 빨강              |
| ---- | --------------------- | ----------------- |
| RGB  | 255–255–255 (#FFFFFF) | 254–0–0 (#fe0000) |

## 역사

### 일본 제국 시대
일장기가 국기로 쓰이기 시작한 때는 1870년 2월 27일(메이지 3년 음력 1월 27일)로, 메이지 유신에 따른 일본 제국의 성립으로부터 2년 후이다.
일장기를 처음으로 제창한 곳은 일본 제국을 수립하였던 사쓰마번이며, 일본 제국의 성립 8년 전인 1860년에 미일 수호 통상 조약 비준으로 미국에 건너 간 한 사절단이 "일장기"를 이용했다는 기록이있다. 당시는 에도 막부가 잇따르는 불평등 조약(미일 수호 통상 조약) 체결을 통해 명성을 잃고 있어, 미토번의 무사들이 사쿠라다 문밖의 변을 일으킨 이후로, 사쓰마번, 조슈번, 히코네번 등의 도쿠가와 왕조를 쓰러뜨리고 일본 제국을 세우려고하는 정치 세력이 도쿠가와 왕조의 '접시꽃'을 부정하기 위하여, '일장기'를 새로운 체제 운동의 목표로 사용한 것이다. 미일 수호 통상 조약 사절단에 참가한 후쿠자와 유키치는 일본 제국의 성립 후에 "제실론"(帝室論)을 저술하여 천황에 의한 지배를 찬양하고 있다.
일장기는 일본 제국의 77년간(1868년 ~ 1945년)의 공식 국기 역할을 했으며, 1931년 2월, 일본 제국의회에 일장기에 법적 근거를 부여하는 〈대일본 제국 국기 법안〉이 상정됐다가 천황기가 등장함에 따라 폐기되었으며, 이는 그 후로 일본 제국이 멸망할 때까지 이어졌다.

### 현재의 일본
1945년 9월 2일 제2차 세계 대전 종전으로 일본 제국은 주권을 박탈당했고, 이와 더불어 일장기 사용이 금지되었다. 그러나 1947년 5월 3일 일본국 헌법의 시행을 통해 새로운 국가인 일본국(日本國)이 법적으로 성립되었고, 이와 동시에 연합군 최고사령부의 최고사령관인 더글라스 맥아더 장군에 의해 일장기 사용이 해금되었다. 이후 1999년에 시행된 〈국기 및 국가에 관한 법률〉에 따라서 일장기와 기미가요에 법적 근거가 부여되었다.

## 역대 깃발
| 기 | 사용 기간                       | 쓰임                                                                                 |
| -- | ------------------------------- | ------------------------------------------------------------------------------------ |
|    | 1331년 - 1338년                 | 겐무 신정 시기의 국기                                                                |
|    | 1603년 - 1868년                 | 에도 막부 시기의 국기                                                                |
|    | 1870년 - 1945년 1952년 - 1999년 | 일본 제국 시기의 국기 (비율 7:10) 제2차 세계 대전 패망 이후부터 다시쓰는 현 일본국기 |
|    | 1945년 - 1952년                 | 연합군 점령 당시에 사용한 기                                                         |

## 같이 보기
- 일본의 기 목록
- 욱일기
- 도도부현기
- 시정촌기
- 일장기 말소 사건